# Оливер, Арни
А́рнольд (А́рни) О́ливер (англ. Arnold "Arnie" Oliver, 22 мая 1907, Нью-Бедфорд, Массачусетс, США — 16 октября 1993, там же) — американский футболист, нападающий, участник первого чемпионата мира в составе сборной США (присутствовал в заявке, но на турнире на поле не выходил). Включён в Зал американской футбольной славы.

## Карьера

### Клубная
Арни Оливер начинал карьеру футболиста в провинциальных любительских клубах, включая «Шошин Индианс», который в 1925 году вошёл в Американскую футбольную лигу. Несмотря на это, Арни не спешил переходить в профессионалы, продолжая оставаться в статусе любителя, и в 1926 году выиграл Любительский Кубок с командой «Нью-Бедфорд Дефендерс». Вскоре после выигрыша кубка переход Оливера в профессионалы всё же состоялся, когда он подписал контракт с «Нью-Бедфорд Уэйлерз». В составе этого клуба он провёл всего одну игру, после чего перебрался в «Хартфорд Американс». После вылета «Хартфорд Американс» в низшую лигу, произошёл переход Оливера в «Джей-энд-Пи Коутс», в составе которого он выступал на протяжении трёх сезонов. Затем Арни вновь сменил команду. С 1929 по 1931 гг. он успел поиграть за «Нью-Бедфорд Уэйлерз», «Потакет Рейнджерс», «Фолл-Ривер Марксмен», «Провиденс Голд Багз». Завершал карьеру Арни Оливер в скромном любительском клубе «Санто Кристо» в 1938 году.

### В сборной
За сборную Арни Оливер провёл всего лишь несколько товарищеских игр, которые не имели официального статуса. Он также находился в расположении сборной США на первом чемпионате мира, однако так и не сыграл на турнире.

### Тренерская
После окончания карьеры игрока Арни Оливер также занимался тренерской работой. Известно, что в конце 1960-х гг. он тренировал команду Университета Дартмут штата Массачусетс.